# Lamine Chebbi
Pour les articles homonymes, voir Chebbi.
Lamine Chebbi ou Lamine Chabbi (arabe : الأمين الشابي), de son nom complet Mohamed Lamine Chebbi (محمد الأمين الشابي), né en 1917 à Gabès et mort en 1974, est un homme politique tunisien.
Il est le premier secrétaire d'État (équivalent de ministre) de l'Éducation nationale de la Tunisie indépendante, Jallouli Farès l'ayant précédé à ce poste alors que la Tunisie est encore protectorat français.

## Biographie

### Famille et jeunesse
Lamine Chebbi naît au sein d'une noble famille lettrée et intellectuelle. Son père, le cheikh Mohamed Ben Belgacem Ben Brahim Chebbi, né en 1879, amateur de poésie et de littérature, a acquis une formation traditionnelle à l'université Zitouna ; il part en 1901 étudier à l'université al-Azhar du Caire. À son retour, après sept ans, il se marie à la mère de Chebbi dont on ne sait à peu près rien. Lamine est le frère d'Abdelhamid et du poète Abou el Kacem, Abderrazak Cheraït indiquant qu'il a aussi un troisième frère. Le père de Chebbi étant cadi, cette fonction conduit la famille à parcourir la Tunisie selon les villes où il est nommé. Ils arrivent à Gabès en 1914, où Lamine naît, à Thala en 1917, à Medjez el-Bab en 1918, à Ras Jebel en octobre 1924 et à Zaghouan en 1927.
Alors que Lamine effectue ses études au Collège Sadiki, son père meurt le 8 septembre 1929. Lors de l'été 1932, il accompagne son frère aîné Abou el Kacem, alors en mauvaise santé, à Aïn Draham ; ils font également un passage à Tobrouk (Libye). Abou el Kacem meurt le 9 octobre 1934 à l'âge de 25 ans.

### Maturité et ministre de l'Éducation nationale
Lamine devient par la suite professeur agrégé d'arabe[Quand ?],[réf. à confirmer]. Abou el Kacem n'ayant jamais réussi à éditer son diwan, Lamine s'en charge, aidé par le poète égyptien Ahmed Zaki Abou Chadi, alors animateur de la revue Apollo, et le recueil est publié en 1955 au Caire.
En mars 1956, il est élu membre de l'assemblée constituante dans la circonscription Sidi Bouzid-Gafsa-Tozeur.
Lamine Chebbi devient ministre de l'Éducation nationale, du 15 avril 1956 au 6 mai 1958, dans le premier gouvernement formé après l'indépendance de la Tunisie, ; il a alors pour chef de cabinet Mohamed Mzali. Il n'a, comme son prédécesseur Farès, ni le temps ni les moyens pour réaliser ses projets de réforme. Dans L'Action tunisienne du 30 septembre 1957, il explique que les principales difficultés dans l'enseignement sont dans le primaire et dans le secondaire car « le nombre d'enfants à scolariser augmente [et] les professeurs tunisiens bifurquent ». Il remet son rapport le 4 novembre 1958 et a, selon lui, pour objectif de fournir un enseignement large qui comporte « une culture religieuse générale » et qui doit être « ouvert sur l'esprit moderne ». Promouvant une arabisation progressive, il est notamment à l'origine de la création en 1956 de l'École normale supérieure de Tunis, à la tête de laquelle il nomme Ahmed Abdessalam.

### Fin de vie
Toutefois, dans la rivalité qui éclate entre le Néo-Destour de Habib Bourguiba et l'Union générale tunisienne du travail, les sympathies de Chebbi à l'égard du syndicat et du courant zitounien ont raison de lui, comme de Mustapha Filali ou de Mahmoud Khiari. Il est remplacé par Mahmoud Messadi le 6 mai 1958. Il est élu député lors des élections législatives du 8 novembre 1959.
En 1964, à l'occasion du trentième anniversaire de la mort de son frère Abou el Kacem, Lamine Chebbi rédige une introduction à son diwan, qui est réédité pour l'occasion.
De nombreuses rues portent aujourd'hui son nom.